# Piątek (gemeente)
De gemeente Piątek is een landgemeente in woiwodschap Łódź, powiat Łęczycki.
De zetel van de gemeente is in Piątek.

## Administratieve plaatsen (sołectwo)
Balków, Bielice, Boguszyce, Czerników, Goślub, Górki Łubnickie, Górki Pęcławskie, Janowice, Janków-Orądki, Jasionna, Konarzew, Krzyszkowice, Łęka, Łubnica, Mchowice, Michałówka, Mysłówka, Orenice, Stare Piaski-Leżajna, Pęcławice, Piątek, Piekary, Pokrzywnica, Rogaszyn, Sułkowice Pierwsze, Sułkowice Drugie, Śladków Podleśny, Śladków Rozlazły, Sypin-Borowiec, Witów, Włostowice, Włostowice-Parcele, Żabokrzeki.